# Togail Bruidne Dá Derga
 (signalé en juillet 2025).
Si vous disposez d'ouvrages ou d'articles de référence ou si vous connaissez des sites web de qualité traitant du thème abordé ici, merci de compléter l'article en donnant les références utiles à sa vérifiabilité et en les liant à la section « Notes et références ».
- Archive Wikiwix
- Bing
- Cairn
- DuckDuckGo
- E. Universalis
- Gallica
- Google
- G. Books
- G. News
- G. Scholar
- Persée
- Qwant
- (zh) Baidu
- (ru) Yandex
- (wd) trouver des œuvres sur Wikidata

La Togail Bruidne Dá Derga (français : « Destruction de l'Auberge de Da Derga ») est un récit en prose de mythologie celtique irlandaise appartenant au Cycle d'Ulster. Il raconte la naissance, la vie et la mort du haut roi d'Irlande Conaire Mór. Pendant une bataille de plusieurs jours, celui-ci est tué par des bandits dans la résidence de Da Derga après avoir successivement rompu tous ses geasa (des sortes de tabous).

## Résumé
Mess Búachalla, la fille du haut roi d'Irlande Eochu Feidlech et de la belle Étain, est rejetée à sa naissance par son père car elle n'est pas un garçon. Elle est toutefois élevée secrètement par les gardes qui ont été ordonnés de la tuer. À l'âge adulte elle est aperçue par un servant du nouveau haut roi Eterscél Mór qui va ensuite lui rapporter les nouvelles d'une dame des plus belles. Le roi ordonne qu'on lui apporte cette femme car il est prophétisé qu'une femme d'origine inconnue lui donnera un fils. Juste avant que les gardes arrivent pour prendre la fille, cette dernière est visitée par un oiseau qui se transforme en forme humaine et s'accouple avec elle. Ensuite l'homme mystérieux lui explique qu'elle sera enlevée par le roi, seulement elle est désormais déjà enceinte d'un fils qui sera nommé Conaire, et celui-ci ne devra jamais tuer un oiseau.
Éventuellement, Conaire devient haut roi d'Irlande. Son règne est juste et prospère. Avant d'être proclamé roi, des hommes-oiseaux lui informent de ses geasa, qui sont nombreuses et qu'il devra respecter. Il brisera une à une ces geasa au fur et à mesure de la narration. Ses frères d'adoption, Fer Gair, Fer Lí, et Fer Rogain, sont jaloux de lui et commettent alors des actes de banditisme. Conaire les bannit d'Irlande, et ils rejoignent avec d'autres pirates la bande du britannique Ingcél Cáech. Ils pillent la Grande-Bretagne puis partent faire de même en Irlande avec 5000 hommes. Pendant ce temps, Conaire et ses hommes et héros prennent logis dans la résidence de Dá Derga, un lieu manifestement magique, où une vilaine vieille femme, Cailb, prophétise leur mort. Ingcél espionne l'intérieur de la résidence, et rapporte à ses compagnons une description de tous les hommes présents. Fer Rogain reconnait les personnes décrites et prédit ceux qui survivront. Les assaillants brulent à plusieurs reprises la demeure, et tuent beaucoup des défenseurs, au prix de nombreux hommes. Certains héros, dont Conaire, massacrent à eux seuls plusieurs centaines d'ennemis. Conaire finit par mourir de soif alors que son champion Mac Cecht part traverser l'Irlande pour lui chercher de l'eau. Lorsque ce dernier revient, des hommes d'Ingcél décapitent le roi. Mac Cecht les tue et sert à boire à la tête de Conaire, qui reprend momentanément la vie pour réciter un remerciement et des louanges. La bataille continue et Mac Cécht est tué. Un autre champion, Conall Cernach, survit à l'attaque malgré ses nombreuses blessures.

## Dans la culture moderne
- L'auteur et spécialiste américain Randy Lee Eickhoff a publié en 2001 une traduction très romancée de la Togail Bruidne Dá Derga, intitulée The Destruction of the Inn.
- Le groupe de folk metal français Aes Dana s'est inspiré du récit mythique pour leur chanson Les Griffes des Oiseaux tirée de leur album Formors (2005).